# Johan Lindqvist
Johan Magnus Lindqvist, född 23 november 1969 i Skövde är en svensk journalist, röstskådespelare och programledare. 
Som röstskådespelare har Johan Lindqvist bland annat gjort Långben i Walt Disney Pictures filmer och Ned Flanders i The Simpsons: Filmen. Den första inspelningen som Långben var "Musse Pigg och hans vänner firar jul" (1999). Där får Max ett tufft jobb att försöka återfå Långbens tro på tomten. Första Disneylångfilmen var "En extremt Långbent film" 2000.
Han har varit radiopratare i P4 Värmland där han 2013 ledde Vi i femmans lokala uttagningar för åttonde gången och även hörts i etern som medarbetare i P4 Värmlands eftermiddagsprogram från Karlstad. Han har också hörts som speakerröst och i kommersiell radio.

## Filmografi
- 1999 – Inspector Gadget
- 1999 – Dougs första film
- 2007 – The Simpsons: Filmen